# La Loyère
La Loyère ist eine Ortschaft in der französischen Gemeinde Fragnes-La Loyère und eine ehemalige Gemeinde mit zuletzt 436 Einwohnern (Stand: 1. Januar 2013) im Département Saône-et-Loire in der Region Bourgogne-Franche-Comté. Sie gehörte zum Arrondissement Chalon-sur-Saône und war Teil des Kantons Chalon-sur-Saône-1 (bis 2015: Kanton Chalon-sur-Saône-Sud). Zum 1. Januar 2016 wurde sie mit der Nachbargemeinde Fragnes zur Commune nouvelle Fragnes-La Loyère vereinigt.

## Geografie
La Loyère liegt etwa sechs Kilometer nordnordwestlich von Chalon-sur-Saône.
Die Autoroute A6 führt durch das frühere Gemeindegebiet.

## Bevölkerungsentwicklung
| Jahr                      | 1962 | 1968 | 1975 | 1982 | 1990 | 1999 | 2006 | 2013 |
| Einwohner                 | 144  | 131  | 94   | 132  | 266  | 375  | 472  | 436  |
| Quelle: Cassini und INSEE |      |      |      |      |      |      |      |      |

## Sehenswürdigkeiten
- romanische Kirche aus dem 11. Jahrhundert

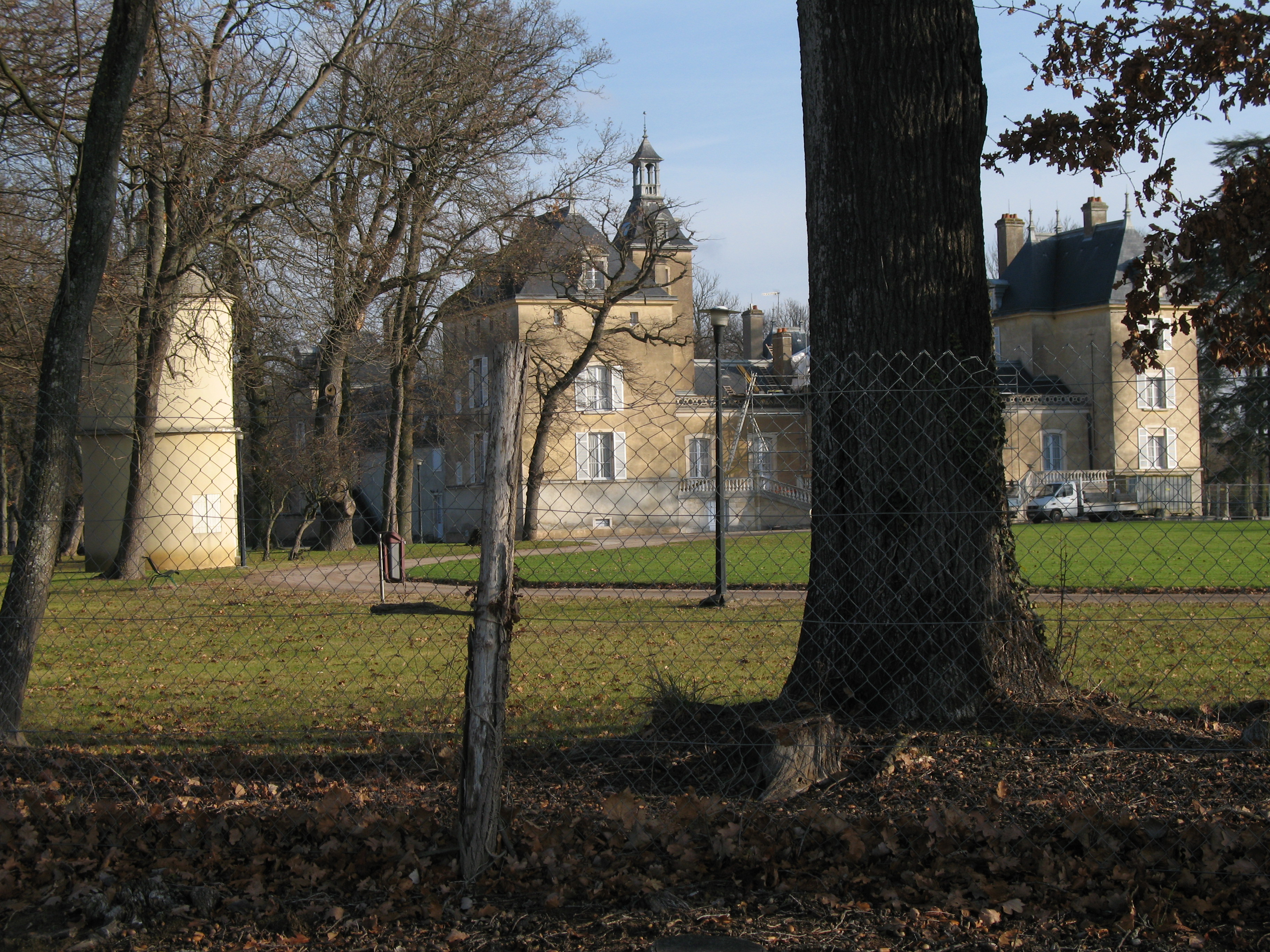
Schloss La Loyère

- Schloss La Loyère
- Domäne Condemène